# Bernardo Legarda
Bernardo Legarda (Quito, segle xviii), fou un escultor equatorià, un dels principals representants de l'escola de Quito de pintura i escultura.
És autor de nombroses obres religioses i especialment de la imatge de la Immaculada alada que es coneix com a Mare de Déu de Legarda, una versió monumental de la qual es pot veure al cim del turó de El Panecillo, a Quito. Aquesta imatge, amb un moviment i dinàmica poc habituals en la imatgeria religiosa colonial del segle xviii és un dels trets distintius d'aquest artista i, general, de l'escola quitenya.